# تاران غرانت
تاران غرانت (بالإنجليزية: Taran Grant)‏ (و. القرن 20  م) هو عالم زواحف، وباحث أمريكي.

## التعليم
تعلم في جامعة كولومبيا
.